# UFC 4
UFC 4: Revenge of  the Warriors var en mixed martial arts-gala arrangerad av Ultimate Fighting Championship (UFC) i Expo Square Pavilion i Tulsa i Oklahoma den 16 december 1994. Segrare var Royce Gracie.